# Claus Høyer
Claus Owrén Høyer (Oslo, 20 de març de 1889 – Oslo, 2 de novembre de 1964) va ser un remer noruec que va competir a començaments del segle xx. Era germà del també remer Ambrosius Høyer.
El 1912 va prendre part en els Jocs Olímpics d'Estocolm, on guanyà la medalla de bronze en la competició del quatre amb timoner, inriggers del programa de rem, formant equip amb Reidar Holter, Magnus Herseth, Frithjof Olstad i Olav Bjørnstad.